# Wita Semerenko
Wita Ołeksandriwna Semerenko (ukr. Віта Олександрівна Семеренко, ur. 18 stycznia 1986 w Kransnopolu) – ukraińska biathlonistka, dwukrotna medalistka olimpijska, wielokrotna medalistka mistrzostw świata i Europy.

## Kariera
Biathlon trenuje od 2001 roku. W roku 2005 wystąpiła na mistrzostwach świata juniorów w Kontiolahti, gdzie zdobyła dwa srebrne medale, w biegu indywidualnym oraz sztafecie. Rok później, podczas mistrzostw świata juniorów w Presque Isle nie zdobyła medalu. Jej najlepszym osiągnięciem wtedy było siódme miejsce w sztafecie.
Po raz pierwszy w zawodach Pucharu Świata wystąpiła 29 listopada 2006 roku w Östersund, gdzie zajęła  24. miejsce w biegu indywidualnym. Tym samym już w debiucie zdobyła punkty. Na podium zawodów tego cyklu pierwszy raz stanęła 20 grudnia 2008 roku w Hochfilzen, zajmując drugie miejsce w sprincie. W zawodach tych rozdzieliła Rosjankę Swietłanę Slepcową i Helenę Ekholm ze Szwecji. W kolejnych startach jeszcze 9 razy stawała na podium, jednak nie odniosła zwycięstwa, 2 razy była druga i 7 razy trzecia. Najlepsze wyniki osiągnęła w sezonie 2012/2013, kiedy zajęła 10. miejsce w klasyfikacji generalnej oraz trzecie w klasyfikacji biegu masowego, za Norweżką Torą Berger i Darją Domraczewą z Białorusi.
Pierwszy medal wśród seniorek zdobyła na mistrzostwach świata w Östersund w 2008 roku, gdzie razem z koleżankami z reprezentacji zajęła drugie miejsce w sztafecie. Na rozgrywanych trzy lata później mistrzostwach świata w Chanty-Mansijsku wywalczyła brązowy medal w biegu indywidualnym, ulegając tylko Helenie Ekholm i Niemce Tinie Bachmann. Brąz zdobyła także w sprincie podczas mistrzostw świata w Ruhpolding w 2012 roku, plasując się za Niemką Magdaleną Neuner i Darją Domraczewą. Kolejne dwa medale zdobyła na mistrzostwach świata w Novym Měscie w 2013 roku. W sprincie ponownie była trzecia, za swą rodaczką - Ołeną Pidhruszną i Torą Berger. Sześć dni później Ukrainki wywalczyły srebrny medal w sztafecie. Na tej samej imprezie była też między innymi czwarta w biegu masowym, przegrywając walkę o podium z Polką Moniką Hojnisz. Ponadto zdobyła brązowe medale sztafecie na mistrzostwach świata w Östersund w 2019 roku i rozgrywanych rok później mistrzostwach świata w Anterselvie.
W 2010 roku wystąpiła na igrzyskach olimpijskich w Vancouver, zajmując między innymi szóste miejsce w sztafecie i 22. miejsce w biegu indywidualnym. Na rozgrywanych cztery lata później igrzyskach w Soczi zdobyła złoty medal w sztafecie oraz brąz w sprincie, w którym lepsze były tylko Anastasija Kuźmina ze Słowacji i Rosjanka Olga Wiłuchina (Wiłuchina została później zdyskwalifikowana za doping, jednak Semerenko nie otrzymała srebrnego medalu). Brała też udział w igrzyskach olimpijskich w Pjongczangu w 2018 roku, gdzie jej najlepszymi wynikami były jedenaste miejsce w sztafecie i czternaste miejsce w sprincie.
Jej siostra bliźniaczka – Wałentyna Semerenko, również jest biathlonistką.

## Osiągnięcia

### Igrzyska olimpijskie
| Rok  | Miejscowość | Konkurencje | Konkurencje | Konkurencje | Konkurencje | Konkurencje | Konkurencje | Konkurencje |
| Rok  | Miejscowość | IN          | SP          | PU          | MS          | RL          | MR          | SR          |
| ---- | ----------- | ----------- | ----------- | ----------- | ----------- | ----------- | ----------- | ----------- |
| 2010 | Vancouver   | 22.         | 33.         | 41.         | –           | 6.          | –           | nd.         |
| 2014 | Soczi       | 29.         | 3.          | 10.         | 16.         | 1.          | –           | nd.         |
| 2018 | Pjongczang  | 63.         | 14.         | 18.         | 24.         | 11.         | –           | nd.         |

### Mistrzostwa świata
| Rok  | Miejscowość     | Konkurencje | Konkurencje | Konkurencje | Konkurencje | Konkurencje | Konkurencje | Konkurencje |
| Rok  | Miejscowość     | IN          | SP          | PU          | MS          | RL          | MR          | SR          |
| ---- | --------------- | ----------- | ----------- | ----------- | ----------- | ----------- | ----------- | ----------- |
| 2007 | Anterselva      | 20.         | 12.         | 20.         | 20.         | 9.          | –           | nd.         |
| 2008 | Östersund       | 13.         | 35.         | dns.        | 4.          | 2.          | –           | nd.         |
| 2009 | Pjongczang      | 12.         | 26.         | 19.         | 4.          | dnf.        | –           | nd.         |
| 2011 | Chanty-Mansyjsk | 3.          | 17.         | 17.         | 24.         | dsq.        | 8.          | nd.         |
| 2012 | Ruhpolding      | 16.         | 3.          | 8.          | 7.          | 6.          | 14.         | nd.         |
| 2013 | Nové Město      | 5.          | 3.          | 9.          | 4.          | 2.          | –           | nd.         |
| 2019 | Östersund       | –           | 76.         | –           | –           | 3.          | 7.          | –           |
| 2020 | Rasen-Antholz   | 29.         | 11.         | 39.         | –           | 3.          | –           | –           |
| 2021 | Pokljuka        | 41.         | –           | –           | –           | –           | –           | –           |

### Mistrzostwa świata juniorów młodszych
| Rok  | Miejscowość  | Konkurencje | Konkurencje | Konkurencje | Konkurencje | Konkurencje | Konkurencje | Konkurencje |
| Rok  | Miejscowość  | IN          | SP          | PU          | MS          | RL          | MR          | SR          |
| ---- | ------------ | ----------- | ----------- | ----------- | ----------- | ----------- | ----------- | ----------- |
| 2005 | Kontiolahti  | 2.          | 53.         | 28.         | nd.         | 2.          | nd.         | nd.         |
| 2006 | Presque Isle | 24.         | 28.         | 27.         | nd.         | nd.         | nd.         | nd.         |

### Uniwersjada

#### Indywidualnie
| 2011 Erzurum/Kandilli (Turcja) | – | 1. miejsce (sprint), 1. miejsce (bieg pościgowy) |

#### Drużynowo
| 2011 Erzurum/Kandilli (Turcja) | – | 1. miejsce (wspólnie z Switłaną Krykonczuk, Artemem Prymą, Serhijem Semenowem) |

### Puchar Świata

#### Miejsca w klasyfikacji generalnej
| Sezon     | Miejsce           |
| --------- | ----------------- |
| 2006/2007 | 46.               |
| 2007/2008 | 37.               |
| 2008/2009 | 13.               |
| 2009/2010 | 19.               |
| 2010/2011 | 15.               |
| 2011/2012 | 12.               |
| 2012/2013 | 10.               |
| 2013/2014 | 31.               |
| 2017/2018 | 15.               |
| 2018/2019 | 45.               |
| 2019/2020 | 41.               |
| 2020/2021 | niesklasyfikowana |
| 2021/2022 | niesklasyfikowana |

#### Miejsca na podium chronologicznie
| Lp. | Dzień      | Rok  | Miejscowość          | Konkurencja                | Lokata | Pudła   | Czas biegu | Strata   | Zwycięzca          |
| --- | ---------- | ---- | -------------------- | -------------------------- | ------ | ------- | ---------- | -------- | ------------------ |
| 1.  | 20 grudnia | 2008 | Hochfilzen           | Sprint na 7,5 km           | 2.     | 0+0     | 23:38,4    | + 16,6   | Swietłana Slepcowa |
| 2.  | 11 marca   | 2009 | Whistler             | Bieg indywidualny na 15 km | 3.     | 0+0+1+0 | 43:50,4    | + 1:05,8 | Simone Hauswald    |
| 3.  | 21 marca   | 2010 | Holmenkollen         | Bieg masowy na 12,5 km     | 2.     | 0+0+0+0 | 37:15,4    | + 14,7   | Simone Hauswald    |
| 4.  | 9 marca    | 2011 | Chanty-Mansyjsk      | Bieg indywidualny na 15 km | 3.     | 1+0+0+2 | 50:00,4    | + 2:52,1 | Helena Ekholm      |
| 5.  | 3 marca    | 2012 | Ruhpolding           | Sprint na 7,5 km           | 3.     | 0+0     | 21:44,6    | + 37,6   | Magdalena Neuner   |
| 6.  | 16 marca   | 2012 | Chanty-Mansyjsk      | Sprint na 7,5 km           | 2.     | 0+0     | 22:14,7    | + 3,2    | Magdalena Neuner   |
| 7.  | 17 marca   | 2012 | Chanty-Mansyjsk      | Bieg pościgowy na 10 km    | 3.     | 0+0+1+1 | 33:16,6    | + 32,1   | Darja Domraczawa   |
| 8.  | 9 lutego   | 2013 | Nové Město na Moravě | Sprint na 7,5 km           | 3.     | 0+0     | 21:24,9    | + 22,8   | Ołena Pidhruszna   |
| 9.  | 14 grudnia | 2017 | Annecy               | Sprint na 7,5 km           | 3.     | 0+0     | 21:41,0    | + 41,4   | Anastasija Kuźmina |
| 10. | 4 stycznia | 2018 | Oberhof              | Bieg pościgowy na 10 km    | 3.     | 0+0+0+0 | 31:59,7    | + 1:10,2 | Anastasija Kuźmina |